# Třída El Wacil
Třída El Wacil (jinak též třída P32) je třída pobřežních hlídkových člunů marockého královského námořnictva. Postaveno bylo celkem 10 jednotek této třídy (některé prameny uvádí púouze šest jednotek z první série). Všechny jsou stále v aktivní službě.

## Stavba
Všech 10 jednotek této třídy bylo postaveno francouzskou loděnicí Constructions Mécaniques de Normandie (CMN) v Cherbourgu. Do operační služby byly uvedeny v letech 1975–1988.
Jednotky třídy El Wacil:
| Jméno           | Spuštění na vodu  | Dokončení         | Status  |
| --------------- | ----------------- | ----------------- | ------- |
| El Wacil (203)  | 12. června 1975   | 9. října 1975     | aktivní |
| El Jail (204)   | 10. října 1975    | 3. prosince 1975  | aktivní |
| El Mikdam (205) | 1. prosince 1975  | 30. ledna 1976    | aktivní |
| El Khafir (206) | 21. ledna 1976    | 16. dubna 1976    | aktivní |
| El Haris (207)  | 31. března 1976   | 30. června 1976   | aktivní |
| Essahir (208)   | 2. června 1976    | 16. července 1976 | aktivní |
| Erraid (209)    | 26. prosince 1987 | 18. března 1988   | aktivní |
| Erracel (210)   | 21. ledna 1988    | 15. dubna 1988    | aktivní |
| El Kaced (211)  | 10. března 1988   | 16. června 1988   | aktivní |
| Essaid (212)    | 19. května 1988   | 4. července 1988  | aktivní |

## Konstrukce
Hlavňovou výzbroj tvoří dva 20mm kanóny Oerlikon. Pohonný systém tvoří dva diesely SACM-Wartsila UD30 V16 o celkovém výkonu 2700 hp, pohánějící dva lodní šrouby. Nejvyšší rychlost dosahuje 29 uzlů. Dosah je 1200 námořních mil při rychlosti 12 uzlů.